# Scoop Jardine
Pour les articles homonymes, voir Jardine.
Antonio Stephen "Scoop" Jardine, né le 9 août 1988 à Philadelphie en Pennsylvanie, est un joueur américain de basket-ball.